# مايك كان
مايك كان (بالإنجليزية: Mike Kane)‏ هو سياسي بريطاني، ولد في 9 يناير 1969. حزبياً، نشط في حزب العمال. في 2014 Wythenshawe and Sale East by-election ‏، انتخب عضو برلمان المملكة المتحدة الـ55 عن دائرة ويذينشو وسيل الشرقية وقد انضم خلال فترته النيابية ‏ (13 فبراير 2014 – 30 مارس 2015) للكتلة البرلمانية حزب العمال وفي الانتخابات العامة في المملكة المتحدة 2015، انتخب عضو برلمان المملكة المتحدة الـ56 عن دائرة ويذينشو وسيل الشرقية وقد انضم خلال فترته النيابية ‏ (8 مايو 2015 – 3 مايو 2017) للكتلة البرلمانية حزب العمال وفي الانتخابات التشريعية البريطانية 2017، انتخب عضو برلمان المملكة المتحدة الـ57 عن دائرة ويذينشو وسيل الشرقية وقد انضم خلال فترته النيابية ‏ (8 يونيو 2017 – ) للكتلة البرلمانية حزب العمال.